# 기회주의적 암호화
기회주의적 암호화(Opportunistic encryption, OE)는 다른 시스템에 연결할 때 통신 채널을 암호화하려고 시도하고 그렇지 않으면 암호화되지 않은 통신으로 되돌아가는 모든 시스템을 나타낸다. 이 방법은 두 시스템 간의 사전 조정이 필요하지 않다.
수동적 도청을 방지하기 위해 기회주의적 암호화를 사용할 수 있다. (반면에 활성 도청자는 암호화 협상을 방해하여 암호화되지 않은 채널을 강제로 실행하거나 암호화된 링크에 대해 중간자 공격을 수행할 수 있다.) 인증이 필요할 수 있으므로 강력한 보안 수준을 제공하지 않는다. 확립하기 어렵고 통신 보안이 필수는 아니다. 그러나 대부분의 인터넷 트래픽 암호화를 쉽게 구현할 수 있으므로 인터넷 트래픽 보안을 대량으로 채택하는 데 큰 장애물이 제거된다.
인터넷의 기회주의적 암호화는 RFC 4322 "인터넷 키 교환(IKE)을 사용한 기회주의적 암호화", RFC 7435 "기회주의적 보안: 대부분의 경우 일부 보호" 및 RFC 8164 "HTTP/2에 대한 기회주의적 보안"에 설명되어 있다.

## 같이 보기
- 다요소 인증
- 기회주의적 TLS